# Max Finkgräfe
Max Finkgräfe (* 27. März 2004 in Mönchengladbach) ist ein deutscher Fußballspieler. Der linke Verteidiger steht seit Juli 2025 bei RB Leipzig unter Vertrag.

## Karriere
Finkgräfe wechselte als Zwölfjähriger von Fortuna Düsseldorf zu Borussia Dortmund. Anschließend war er für die C- und B-Jugend von Borussia Mönchengladbach und die B-Junioren der SG Unterrath aktiv. Seit Juli 2021 spielt der Außenverteidiger beim 1. FC Köln. Dort verlängerte er im April 2023 seinen Vertrag bis 2025. Wenige Tage später gewann er mit den Kölner A-Junioren den DFB-Pokal der Junioren, wobei er im Finale gegen den FC Schalke 04 in der Startformation stand. Zur Saison 2023/24 rückte Finkgräfe zu den Profis auf und kam am ersten Spieltag bei der 0:1-Niederlage gegen Borussia Dortmund zu seinem Bundesliga-Debüt.
Zur Saison 2025/26 wechselte Finkgräfe zu RB Leipzig und unterschrieb dort einen Vertrag bis 2030.

## Titel
- Deutscher Zweitligameister und Aufstieg in die Bundesliga: 2025 (1. FC Köln)
- Deutscher A-Junioren-Pokalsieger: 2023 (1. FC Köln)